# Al Stewart
Alastair Ian Stewart, röviden Al Stewart (Glasgow, 1945. szeptember 5. –) skót énekes-dalszerző és folk-rock zenész, aki az 1960-as és 1970-es évek brit folkzenei mozgalma idején vált neves előadóvá. Jellegzetesen vegyíti a folkzenét a történelmi események és szereplők történeteivel.

## Pályafutása
Legismertebb dala az 1976-os "Year of the Cat" című sláger az azonos című platinalemezről. A Year of the Cat és 1978-ban megjelent, szintén platinalemez státuszt elért utódja, a Time Passages Stewart két nemzetközileg is kiemelkedően sikeres albuma, ezek előtt és után főképp történelmi folk-rock albumokat adott ki.
Al Stewart jelentős személyiségévé vált a brit zene folklórnak is a 20. század második felében: fellépett a legelső Glastonbury Fesztiválon 1970-ben, már azelőtt ismerte Yoko Onot, mielőtt Ono megismerkedett John Lennonnal, valamint fiatalon egy lakásban lakott Paul Simonnal Londonban.
Al Stewart 16 stúdióalbumot és három élő albumot adott ki, számos turnét tudhat maga mögött, és többek között olyan zenészekkel dolgozott együtt, mint Peter White, Alan Parsons, Jimmy Page, Richard Thompson, Rick Wakeman, Francis Monkman, Tori Amos, vagy Tim Renwick.

## Diszkográfia

### Stúdióalbumok
- Bedsitter Images (1967)
- Love Chronicles (1969)
- Zero She Flies (1970)
- Orange (1972)
- Past, Present and Future (1973)
- Modern Times (1975)
- Year of the Cat (1976)
- Time Passages (1978)
- 24 Carrots (1980, Shot in the Dark közreműködésével)
- Russians & Americans (1984)
- Last Days of the Century (1988)
- Famous Last Words (1993)
- Between the Wars (1995, Laurence Juber közreműködésével)
- Down in the Cellar (2000)
- A Beach Full of Shells (2005)
- Sparks of Ancient Light (2008)